# Quest (vrachtwagenmerk)
Quest is een voormalig vrachtwagenmerk uit Engeland.
Het merk Quest werd opgericht in 1979. Het bedrijf had de bedoeling om goedkope vrachtwagens te ontwikkelen voor Afrikaanse landen. De vrachtwagens waren zeer modern voor die tijd en de ontwerpen maakten gebruik van de nieuwste technische snufjes. Omdat Quest vrachtwagens een cabine van staal hebben zijn ze veel zwaarder en hebben ze minder laadvermogen dan andere vrachtwagens uit die tijd. In 1984 stopte het bedrijf met de productie, maar in Zimbabwe is wel nog één fabriek in werking voor onderhoud van de vrachtwagens.

## Modellen
- F1646 - een kiepwagen met 8 ton laadvermogen.
- F1645 - een kiepwagen met 6 ton laadvermogen.